# 잠깐! 간편! 두뇌 트레이닝
잠깐! 간편! 두뇌 트레이닝은 DSiWare를 위해 닌텐도에서 개발, 배포한 두뇌 게임으로 매일매일 더욱더! DS 두뇌 트레이닝 후속 소프트웨어이다.

## 같이 보기
- 매일매일 DS 두뇌 트레이닝
- 매일매일 더욱더! DS 두뇌 트레이닝